# Лысьвенское водохранилище
Лы́сьвенское водохранилище — водохранилище на реке Лысьва в городе Лысьва Пермского края. Создано в 1785 году как заводской пруд для нужд Лысьвенского металлургического завода, в настоящее время используется для водоснабжения города и рекреации.

## География
Плотина водохранилища расположена в центральной части города. Кроме реки Лысьва, в водохранилище впадают малые притоки, на которых имеется каскад прудов: с западного берега река Большая Запорная, река Болотная с Липовским, Орловским (Ярославским) и Болотнинским прудами, с восточного — Большая Травянка с Травянским прудом. Берега водохранилища в низовьях и прудов преимущественно застроены, часть берега занята парками. Верховья водохранилища частично заболочены.

## Морфология
Площадь водоёма ранее составляла 4,080 км². При отметке нормального подпорного уровня 151,5 м площадь 5,74 км², длина водоема 5,25 км, ширина — 1,4 км. Полный объем при НПУ — 26,6 млн. м³. Максимальная глубина 8 метров (приводятся и иные данные: наибольшая глубина 11,5 м, ранее в районе плотины до 17 м).
Длина плотины 448 м, ширина плотины по гребню — 35 м. В 1963 г. осуществлена реконструкция пруда, плотина оснащена комбинированным водоспуском (придонный и паводковый шлюз).

## Экосистема
Прозрачность воды летом достигает 2-2,5 м, в период «цветения» падает до 0,5 м и ниже. Зарастание водной растительностью во второй половине лета достигает 40-60 % площади водного зеркала, в основном за счёт рдеста, роголистника, гречихи земноводной. Дно пруда засорено древесиной — последствия проводившегося ранее молевого сплава леса.
Наиболее многочисленны в водоёме окунь, ёрш, плотва, уклея, лещ, также встречаются налим, щука, линь, карась, карп, гольян, вьюн. Из притоков заходит хариус, ранее на водохранилище действовало рыбное хозяйство, из садков которого в пруд проникала радужная форель. В верховьях пруда встречаются раки.

## Данные водного реестра
По данным государственного водного реестра России, водохранилище относится к Камскому бассейновому округу, бассейн реки Кама, подбассейн — Кама до Куйбышевского водохранилища (без бассейнов рек Белой и Вятки), водохозяйственный участок реки — Чусовая от в/п пгт. Кын до устья. В государственном водном реестре объект имеет два кода — 10010100721211100002378 и 10010100721499000000010.